# Eupelmus lutheri
Eupelmus lutheri är en stekelart som beskrevs av Girault 1922. Eupelmus lutheri ingår i släktet Eupelmus och familjen hoppglanssteklar. Inga underarter finns listade i Catalogue of Life.